# Elb Meadow Ramblers
Die Elb Meadow Ramblers ist eine Combo, die 1955 in Dresden gegründet wurde und dem traditionellen Jazz verpflichtet ist.

## Geschichte
Die Band wurde am 13. März 1955 in der „Volksgaststätte Elbfrieden“ des Kleingartenvereins Dresden-Johannstadt II gegründet, einem umgebauten ehemaligen Schaustellerwagen, auch bekannt als „Eis-Krause“. Dort spielte die Band bis Ende 1956 fast jeden Sonntagvormittag bis weit in den Nachmittag hinein. Jeder der Musikanten brachte ein paar Freunde mit, so dass vom Gründungstag an immer weit mehr Musikanten dabei waren, als in eine Dixielandband hineinpassen. Es dauerte fast ein Jahr, bis sich eine Stammbesetzung gefestigt hatte. 
Im Jahr 1956 war die Formation bereits beim ersten Jazzkonzert Dresdens mit mehreren Gruppen dabei, das im Schillergarten stattfand; im Sommer desselben Jahres kam es zu einer Session mit den Spree City Stompers um Hawe Schneider. Von 1956 bis 1959 trat die Band alle zwei Wochen im Jazzkeller des Parkhotels auf dem Weißen Hirsch auf. Seit 1961 spielte sie auch auf Dampferfahrten auf der Elbe. Im Jahr 1971 trat die Formation im Berliner Friedrichstadt-Palast und bei den Musiktagen des Bezirkes Leipzig auf.
Immer wieder spielten die Ramblers seit 1972 auch auf dem Dresdner Dixieland Festival; ihre Auftritte dort sind auch von Rundfunk/Fernsehen gesendet bzw. auf diversen Platten vom Festival dokumentiert. Auch bildeten sie 1972 den Kern für die All Stars Dixieland Dresden. Weiterhin waren sie 1981 bei der Eröffnung des Jazzclubs Tonne beteiligt, in dem sie auch häufig auftraten. Die Band gab bereits seit den 1970er Jahren Sessionkonzerte mit ausländischen Bands, etwa den Szeged Oldtimers, Leningrad Dixieland, Old Timer Slany oder den Bop Cats. Auch ging sie auf Tournee; sie trat im bulgarischen Grabrowo ebenso auf wie auf der Wartburg oder seit 1990 in Westdeutschland.

## Stil
Der mehrfache Musikerwechsel und eine zunehmende Professionalisierung führt dazu, dass sich der Stil der Elb Meadow Ramblers wandelte. Bestimmte in den ersten Jahrzehnten zunächst ein urtümlicher Dixieland Jazz und dann ein am Revival-Sound orientierter instrumentaler Hot Jazz in einer Oktett-Besetzung mit Banjo das Klangbild, so stehen die Elb Meadow Ramblers heute für einen klassischen Swingsound mit doppelten Holzbläsern und damit insgesamt vier Bläsern.

## Diskographie
- 40 Jahre Elb Meadow Ramblers (1995)
- 45 Jahre Elb Meadow Ramblers (2000)
- 2010 Live (2011)

auf Kompilationen
- Dixie in Dresden (Saxony Productions, 2001)
- Der Jazz in Deutschland. Volume 3 – Ein Frischer Wind: CD 7 (Bear Family 2008)